# Щербачев, Валентин Васильевич
Валентин Васильевич Щербачев (укр. Валенти́н Васи́льович Щербачо́в; род. 1 марта 1946, Киев) — украинский спортивный журналист, основатель «Национального реестра рекордов Украины», председатель Клуба необычных рекордсменов, основатель «Всемирного украинского спортивного агентства» (англ. Worldwide Ukrainian Sports Agency).
Член Национального союза журналистов Украины (1973) и Ассоциации спортивных журналистов Украины. Возглавлял предшественницу АСЖУ — Федерацию спортивных журналистов Украины (1992—1999).

## Биография
Родился 1 марта 1946 в Киеве.
Окончил Киевский техникум радиоэлектроники (1964) Киевский университет имени Тараса Шевченко, факультет журналистики (1969—1975).
1965—1968 — служба в армии.
1968—1970 — внештатный корреспондент, газета «Киевский университет».
1970—1971 — внештатный корреспондент «Последних известий», Украинское радио.
1971―2016 ― комментатор Гостелерадио УССР (позже ГТРК Украины и НТКУ) и ТРК «Эра».
2016-н.в. ― автор и ведущий програм «Футбольні діалоги» и «Сильний четвер» на студии Толока и «Сьомий континент В. Щербачова» на Эмигрантском радио.

## Награды
- Медаль "За трудовую доблесть" 1980г.
- Медаль "За працю і звитягу"2004г
- Орден "За заслуги " IIIст. 2016г
- Заслуженный журналист Украины (1993).

## Творчество
Автор 8 книг о спорте, автор-оператор фильма-лауреата фестиваля спортивных фильмов 1995 года «Гора за 8 тысяч», сценария фильма «Да будет Вам по вере Вашей», программы «Футбольні діалоги». Автор-оператор 23 фильмов-репортажей цикла « Олімпійський синдром Гімалаїв», «Моя Антарктида», «Кемел-трофі: український варіант» и «Футбольний синдром Гімалаїв». Провел 5 авторских телемарафонов — 25часов на канале IVK (1997 г.), 30 часов на канале Тонис (2003), 33 часа на КРДТРК (2008) и там же 24 часа в 2010, 12 часов накануне Евро 2012 на канале УТР.
Как проводник и организатор, провел 48 гималайских экспедиций, в ходе которых было проведено 23 футбольных матча на высотах свыше 5 и 6 тысяч метров. Дважды побывал на Антарктиде, где провел 2 футбольных матча (2011 и 2014). В 2000 году, в составе украинского авиадесанта «Україна — Північний полюс 2000» десантировался на льдину в нулевой точке Земли и организовал там футбольную встречу.

## Ссылка
- Щербачев Валентин Васильевич
- Валентин Щербачев. Активная жизнь мастера (рус.)